# Alexandre Mozjoukine
Aleksandr Ilitx Mozjukhin, rus: Александр Ильич Мозжухин, conegut habitualment amb la transcripció francesa del seu nom, Alexandre Mosjoukine, (Kiselevka, Petrovski, 4 de setembre de 1878 - Asnières-sur-Seine, 1 de juliol de 1952) fou un baix rus. El seu germà menor fou el famós actor de cinema mut Ivan Mosjoukine.
La Temporada 1926-1927 va cantar al Gran Teatre del Liceu de Barcelona.